# Усть-Порозіха
Усть-Порозі́ха (рос. Усть-Порозиха) — село у складі Шипуновського району Алтайського краю, Росія. Адміністративний центр Войковської сільської ради.

## Населення
Населення — 477 осіб (2010; 528 у 2002).
Національний склад (станом на 2002 рік):
- росіяни — 97 %